# Skybox
Skybox to metoda uzyskania w trójwymiarowych grach komputerowych dosyć realistycznego nieba, a także wrażenia mapy o wiele większej niż jest ona naprawdę.
Kamerę umieszcza się w środku dużego sześcianu, którego wewnętrzne ściany wymalowane są teksturą nieba – często też odległych gór lub innych terenów – i przemieszcza się go przy każdym ruchu kamery aby była ona cały czas w środku. Daje to iluzję bardzo dużej odległości namalowanych obiektów.
W nowszych grach często zamiast sześcianu stosuje się sferę lub kopułę – wtedy mówi się o skydome. Sferę wykorzystuje się głównie w grach, których akcja rozgrywa się w kosmosie i dookoła sceny muszą być widoczne gwiazdy.
W pierwszych grach trójwymiarowych niebo miało formę wysoko umieszczonej, nieskończonej płaszczyzny (skyplane).